# Eustoma russellianum
Eustoma grandiflorum
Espèce
Classification phylogénétique
Eustoma grandiflorum est une plante de la famille des Gentianacées très cultivée car ses fleurs sont utilisées en fleurs coupées sous le nom de lisianthus.
Elle porte les noms communs d’Eustoma à grandes fleurs ou Eustoma de Russell, ou en anglais de Texas Bluebell et de Tulip Gentian.
Elle est connue sous les noms latins d'Eustoma grandiflorum, Eustoma russelianum et de Lisianthus russelianum

## Répartition
Elle est originaire du centre et du sud des États-Unis.

## Description
C'est une petite plante annuelle cultivée pour la beauté de ses fleurs.
Les tiges sont robustes, ce qui permet l'utilisation en fleurs coupées.
Les feuilles ovales sont d'une couleur vert bleuté.
Les fleurs sont de couleur pourpre, bleue, rose, jaune ou blanche.
Ses boutons, ne s’ouvrent pas une fois la fleur cueillie : il faut la cueillir une fois épanouie.

## Variétés

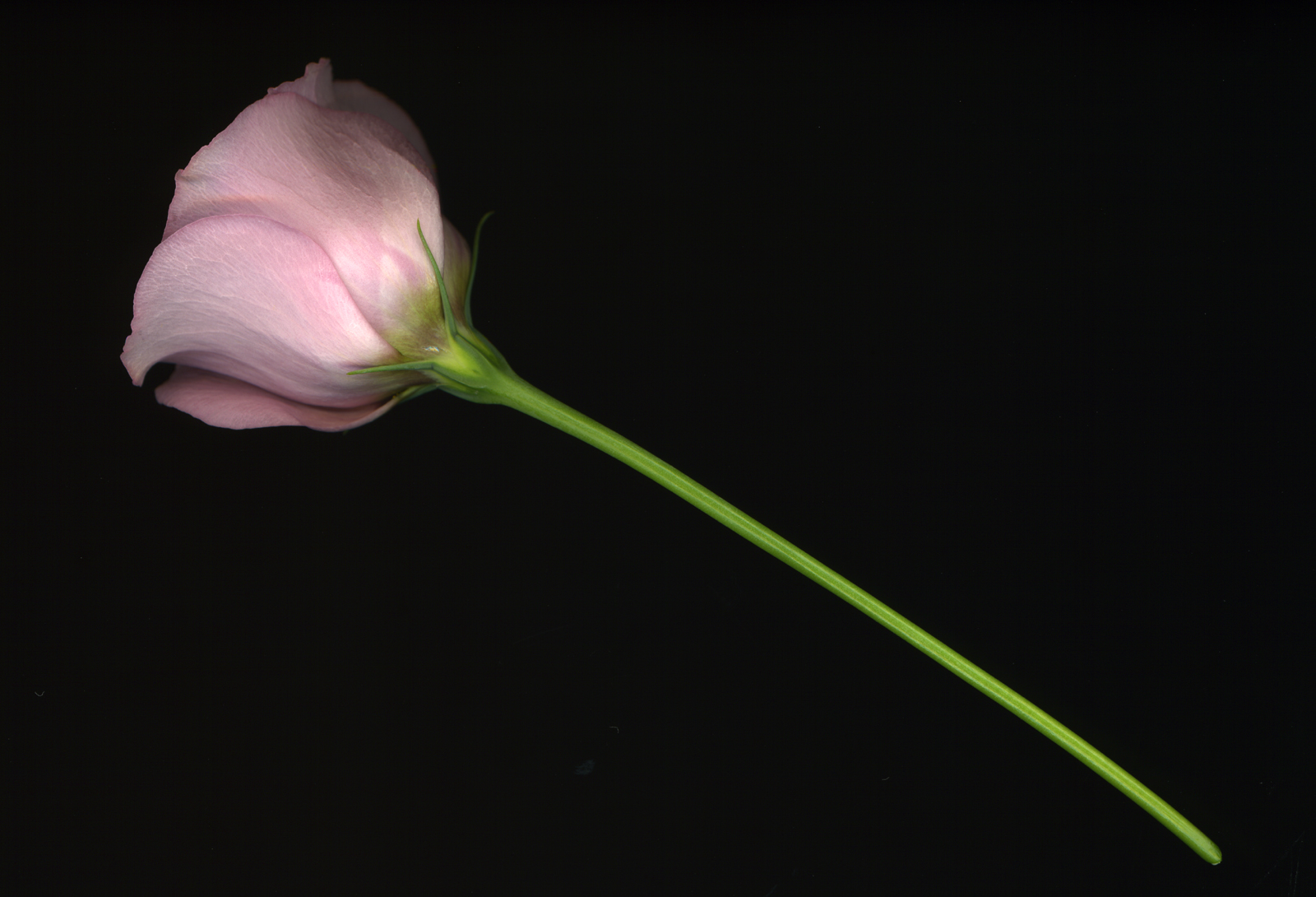
variété rose

Ce sont les sélectionneurs japonais qui ont effectué de nombreux croisements et créé de nouvelles variétés à tel point qu'au Danemark les lisianthus portent le nom de « rose japonaise ». Ils ont obtenu des coloris variés ainsi que des fleurs bicolores, blanc et rose ou bleu et blanc.